# Dante Parini
Dante Parini Milà, 4 d'agost de 1884 - Lierna, 27 d'agost de 1971) va ser un dels escultor i artistes italians més importants del segle xx.